# Greenfield (Tennessee)
Greenfield – miasto w Stanach Zjednoczonych, w stanie Tennessee, w hrabstwie Weakley.